# 帕雷圣塞赛尔
帕雷圣塞赛尔（法語：Parey-Saint-Césaire，法語發音：[paʁɛ sɛ̃ sezɛʁ]）是法国默尔特-摩泽尔省的一个市镇，位于该省南部，属于南锡区。

## 地理
帕雷圣塞赛尔（48°31'52"N, 6°4'2"E）面积5.67 平方千米，位于法国大東部大區默尔特-摩泽尔省，该省份为法国东北部内陆省份，是洛林的一部分，北邻比利时、卢森堡，北起顺时针与摩泽尔省、下莱茵省、孚日省和默兹省接壤。
与帕雷圣塞赛尔接壤的市镇（或旧市镇、城区）包括：戈维莱、阿姆维尔、乌代尔蒙、乌德勒维尔、泰洛、维特雷。

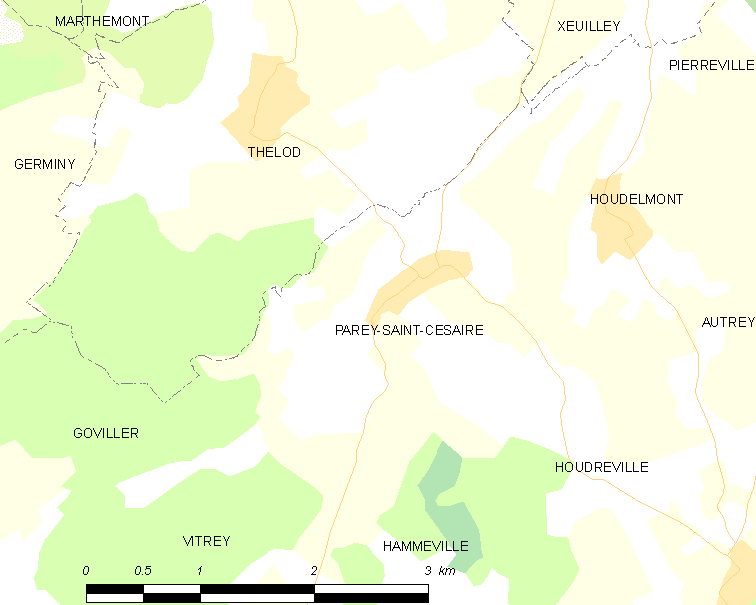
帕雷圣塞赛尔的OSM定位图

帕雷圣塞赛尔的时区为UTC+01:00、UTC+02:00（夏令时）。

## 行政
帕雷圣塞赛尔的邮政编码为54330，INSEE市镇编码为54417。

## 政治
帕雷圣塞赛尔所属的省级选区为梅讷欧桑图瓦县。

## 人口

1962-2008年间帕雷圣塞赛尔人口变化图示

帕雷圣塞赛尔于2022年1月1日时的人口数量为245人。